# 近藤由貴
近藤 由貴（こんどう ゆき、年齢非公開）は、愛知県刈谷市出身のピアニスト。

## 経歴
愛知県刈谷市出身。刈谷市立亀城小学校、刈谷市立刈谷南中学校卒業。
愛知県立明和高等学校音楽科を経て、2007年（平成19年）3月に東京芸術大学音楽学部を卒業した。同年10月にはフランスのパリ市立音楽院に拠点を移し、杉浦日出夫、東誠三、オリヴィエ・ギャルドンに師事した。また、中根順子、辛島輝治、須田真美子、ユージン・インジック、ガブリエル・タッキーノの各氏にも師事している。
2016年（平成28年）9月には、9年ぶりに拠点をフランスから日本に移した。2017年（平成29年）から刈谷市総合文化センターのアーティスト・イン・レジデンスを務めている。2019年（令和元年）にはフランスの老舗レーベル「ソルスティスミュージック」からCD「Liszt/Moussorgski Yuki Kondo」（「近藤由貴 リスト/ムソルグスキー」）を発売した。2012年（平成24年）にはYouTubeに公式チャンネルを設置。2020年（令和2年）6月時点で登録者数は4万人を超え、演奏動画の総再生回数は1000万回を超えている。

## コンクール歴
- 2004年 - 第3回 ペトロフピアノコンクール 第２位[9]
- 2004年 - 第5回 大阪国際音楽コンクール ピアノ部門 大学の部 第２位[10]
- 2005年 - 第5回 ローゼンストック国際ピアノコンクール第２位[11]
- 2006年 - 第15回 レ・スプレンデル国際ピアノコンクール ピアノ部門 第２位[12]
- 2007年 - 第13回 日本モーツァルト音楽コンクール ピアノ部門 第1位[13]
- 2009年 - ブレスト国際ピアノコンクール 第3位
- 2010年 - 第5回 東京芸術センター記念ピアノコンクール 金賞　[14]
- 2010年 - 日本芸術センター年間最優秀ピアニスト賞
- 2012年 - 第8回 テレサ・リャクーナ国際ピアノコンクール  第1位[15]
- 2012年 - 第15回 名古屋演奏家育成塾コンサート 奨励賞、聴衆賞受賞[16]
- 2013年 - 日本芸術センター年間最優秀ピアニスト賞
- 2013年 - 第59回 マリアカナルス国際音楽コンクール
- 2013年 - 第13回 スクリャービン国際ピアノコンクール  第1位
- 2013年 - 第３回 コルベラン国際ピアノコンクール  第３位
- 2014年 - 第60回 マリアカナルス国際音楽コンクール
- 2014年 - ピアナーレ国際アカデミー＆コンペティション 第1位

## ディスコグラフィ
- 2016年9月16日 『Kapustin & Schumann & Liszt & Chopin: Piano Works - Yuki Kondo』 (CD、音楽配信、Etcetera records、KTC 1541）[17]
- 2019年1月8日 『Liszt: Piano Works & Mussorgsky: Pictures at an Exhibition Yuki Kondo』 (CD、音楽配信、Solstice SOCD356)[18]
- 2020年9月8日 『Chopin : Œuvres pour Piano』 (CD、音楽配信、Solstice SOCD385)[19]